# Stazione di Compre-San Vincenzo
Stazione di Compre-San Vincenzo vasútállomás Olaszországban, Sora településen.

## Vasútvonalak
Az állomást az alábbi vasútvonalak érintik:
- Avezzano–Roccasecca-vasútvonal

## Kapcsolódó állomások
A vasútállomáshoz az alábbi állomások vannak a legközelebb:
- Stazione di Ridotti-Collepiano
- Stazione di Sora